# جیوگائوکا

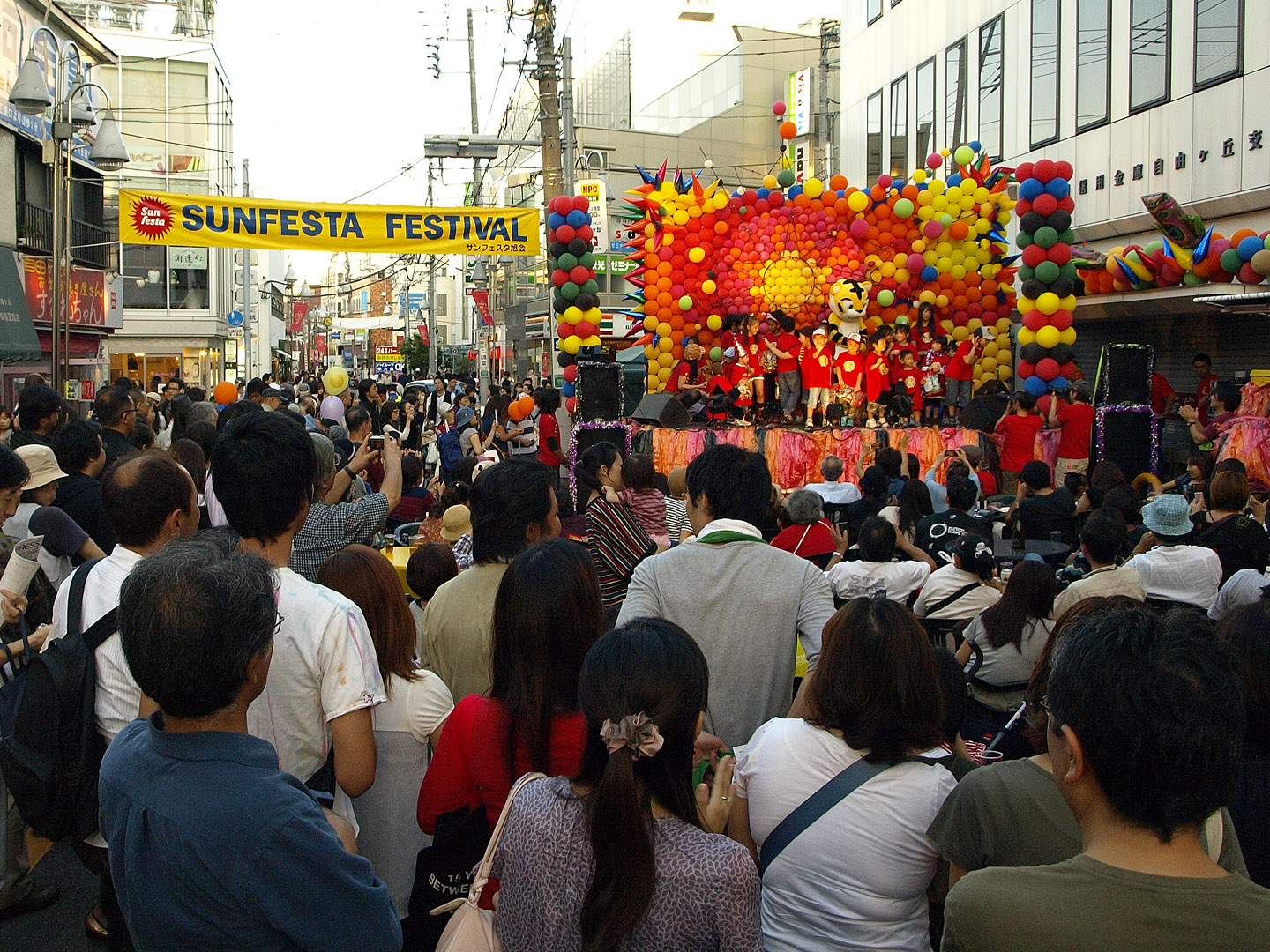
فستیوال مگامی در جیوگائوکا

جیوگائوکا (به ژاپنی: 自由が丘 Jiyūgaoka) یکی از محله‌های توکیو پایتخت ژاپن است که در منطقهٔ مگورو واقع شده‌است.

## دسترسی به ایستگاه جیوگائوکا
- شرکت راه‌آهن توکیو کیوکو، خط توکیو تویوکو
- شرکت راه‌آهن توکیو کیوکو، خط توکیو اوئیماچی